# SWATH

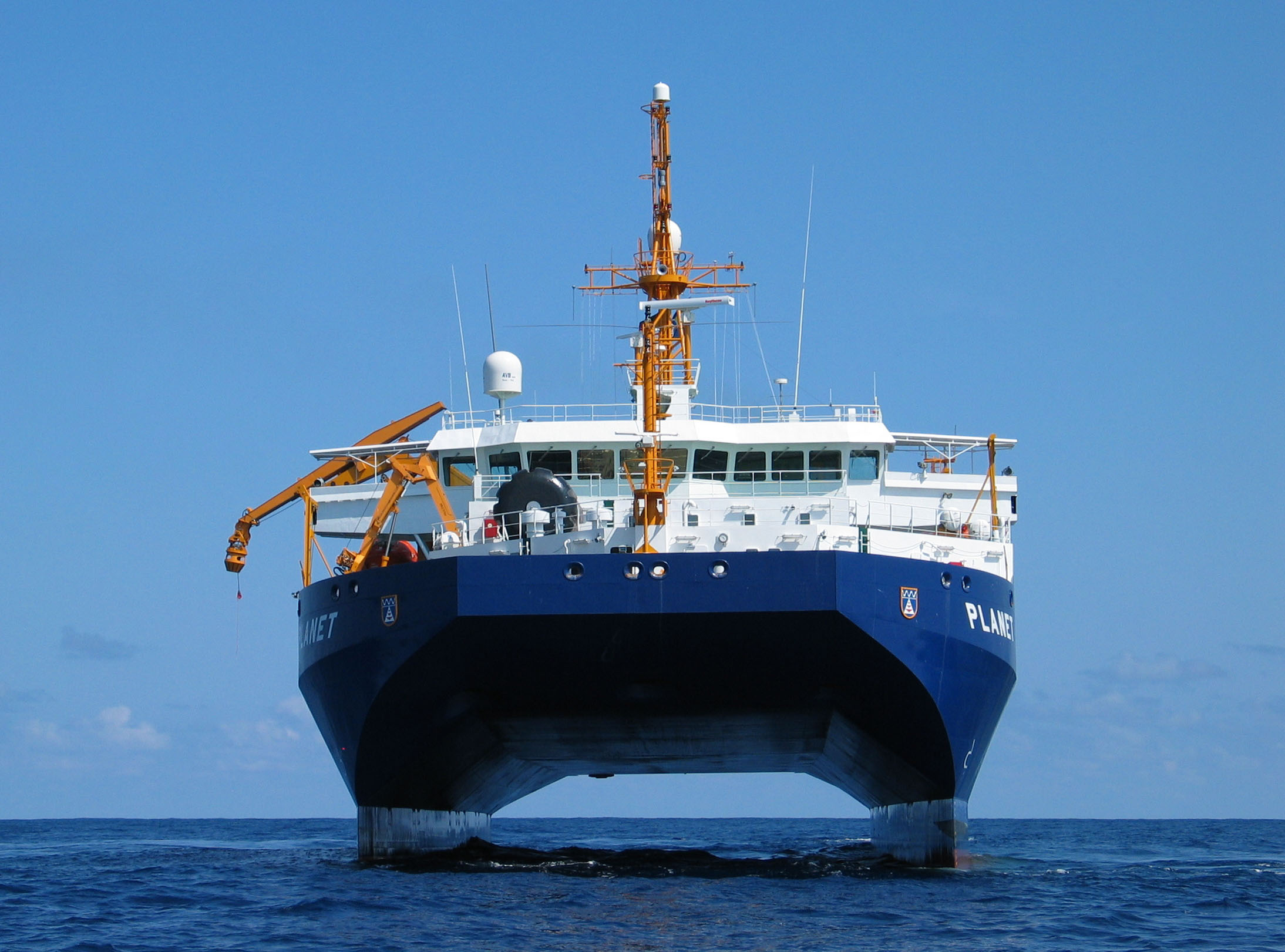
A Német Haditengerészet Planet kutatóhajója hátulról

A SWATH (Small Waterplane Area Twin Hull) vagy „féligmerülő katamarán” (semi-submerged catamaran, SSC) a kéttestű hajók egyik változata, melynek a kialakításánál fogva az úszótestjei a víz alatt vannak, a felépítménye pedig a vízfelszín felett, azokkal egybeépítve. Lényegében ezért két tengeralattjáró testére épített hajóra hasonlít. Ez a kialakítás minimalizálja a hajótest vízfelszíni összfelületét, továbbá csökkenti a vízfelszínnel érintkező testfelületet is, ahol jelentős a hullámok okozta mozgásienergia-veszteség. Így ez a katamarán jelentősen nagyobb stabilitású, továbbá a félig elmerült kettős törzsre széles felépítményt lehet építeni, mellyel szintén nő az oldalstabilitás, még nagyobb sebesség mellett is. A teherhordó térfogat a vízfelszín alatt van, ahol kevésbé van kitéve a hullámok hatásának, mivel a hullámgerjesztés a merülési mélység növelésével exponenciálisan csökken. Hátránya viszont, hogy drágább a hagyományos katamaránoknál, és bonyolultabb vezérlési rendszerre, valamint kb. 80%-kal nagyobb hajtóteljesítményre van szükség, emellett a sebessége is korlátozott a hagyományos katamaránokéhoz képest.

## Története
A SWATH kialakítást Frederick G. Creed kanadai mérnök alkotta meg. 1938-ban publikálta az ötletét, ami 1946-ban brit találmányként lett szabadalmaztatva. Az első alkalmazásai az 1960–70-es években történtek a katamarántervezés egyik ágaként. Főként óceánmegfigyelő (ocean surveillance ship) és tengeralattjáró-mentő hajók készültek-készülnek ezzel a kialakítással, azaz olyan célok elérése érdekében, ahol fontos a nagyobb vízfelszíni sebesség elérése.

## Felépítése
A kéttörzsű kialakítás nagy oldalstabilitást és nagyméretű, széles fedélzet építését teszi lehetővé. A SWATH hajók legnagyobb hátránya a költség: jóval drágábban építhetőek meg, mint a hagyományos katamaránok vagy az egytörzsű hajók, ugyanis összetett vezérlőrendszer kialakítására van szükségük mélyebb kihajtással és nagyobb karbantartási igénnyel, továbbá kifinomultabb szerkezeti megoldásokat igényelnek, amelyek a gyártás és az üzemeltetés költségeit növelik. Emellett nem képesek a párnahatás teljes vagy részleges kiaknázására, és vontatmányokat sem húzhatnak a sebesség megtartásának a kárára (a tüzelőanyag-fogyasztás növekedése miatt). Mindezek alapján némileg lassabbak egy hasonló méretű katamaránnal szemben.

## Megépült hajóegységek
Rendvédelmi, katonai célúak
- CCGS Frederick G. Creed
- Sea Shadow (IX–529) – az Amerikai Haditengerészet kísérleti „lopakodó” hajója
- Sea Fighter (FSF 1) – az Amerikai Haditengerészet kísérleti partközeli hadihajója (Littoral Combat Ship, LCS)
- Independence osztályú partközeli hadihajók – 44 csomós sebességre képesek
  - USS Independence (LCS 2)
  - USS Coronado (LCS 4)
  - USS Jackson (LCS 6)
  - USS Montgomery (LCS 8)
  - USS Gabrielle Giffords (LCS 10)
  - USS Omaha (LCS 12)
- Victorious osztályú óceánmegfigyelő hajók – 9-10 csomós sebességre képesek
  - USNS Victorious (T–AGOS 19)
  - USNS Able (T–AGOS 20)
  - USNS Effective (T–AGOS 21)
  - USNS Loyal (T–AGOS 22)
- Impeccable osztályú óceánmegfigyelő hajók – 10-12 csomós sebességre képesek
  - USNS Impeccable (T–AGOS 23)
  - USNS Integrity (T–AGOS 24)
- SSP Kaimalino – helikopter-leszállópálya („stabil, félmerülő platform”; Stable Semisubmerged Platform, SSP)
- RV Kilo Moana (T–AGOR 26)
- Houbei osztályú rohamcsónak – kínai, manőverező robotrepülőgépeket és torpedókat hordozó rohamcsónakosztály
- Planet osztályú kutatóhajó – német fejlesztésű hajóosztály a Német Haditengerészet számára

Polgári célúak
- MV Asia Star – luxushajó
- SunCruz VI – 600 férőhelyes kaszinóhajó
- Cloud X – utasszállító hajó Florida és a Bahamák közötti útvonalon
- Western Flyer

Továbbá több kisebb polgári, főként utasszállító és luxushajó.

## Fordítás
- Ez a szócikk részben vagy egészben  a   Small waterplane area twin hull című angol Wikipédia-szócikk ezen változatának fordításán alapul.  Az eredeti cikk szerkesztőit annak laptörténete sorolja fel. Ez a jelzés csupán a megfogalmazás eredetét és a szerzői jogokat jelzi, nem szolgál a cikkben szereplő információk forrásmegjelöléseként.